# 托多斯桑托斯庫丘馬坦

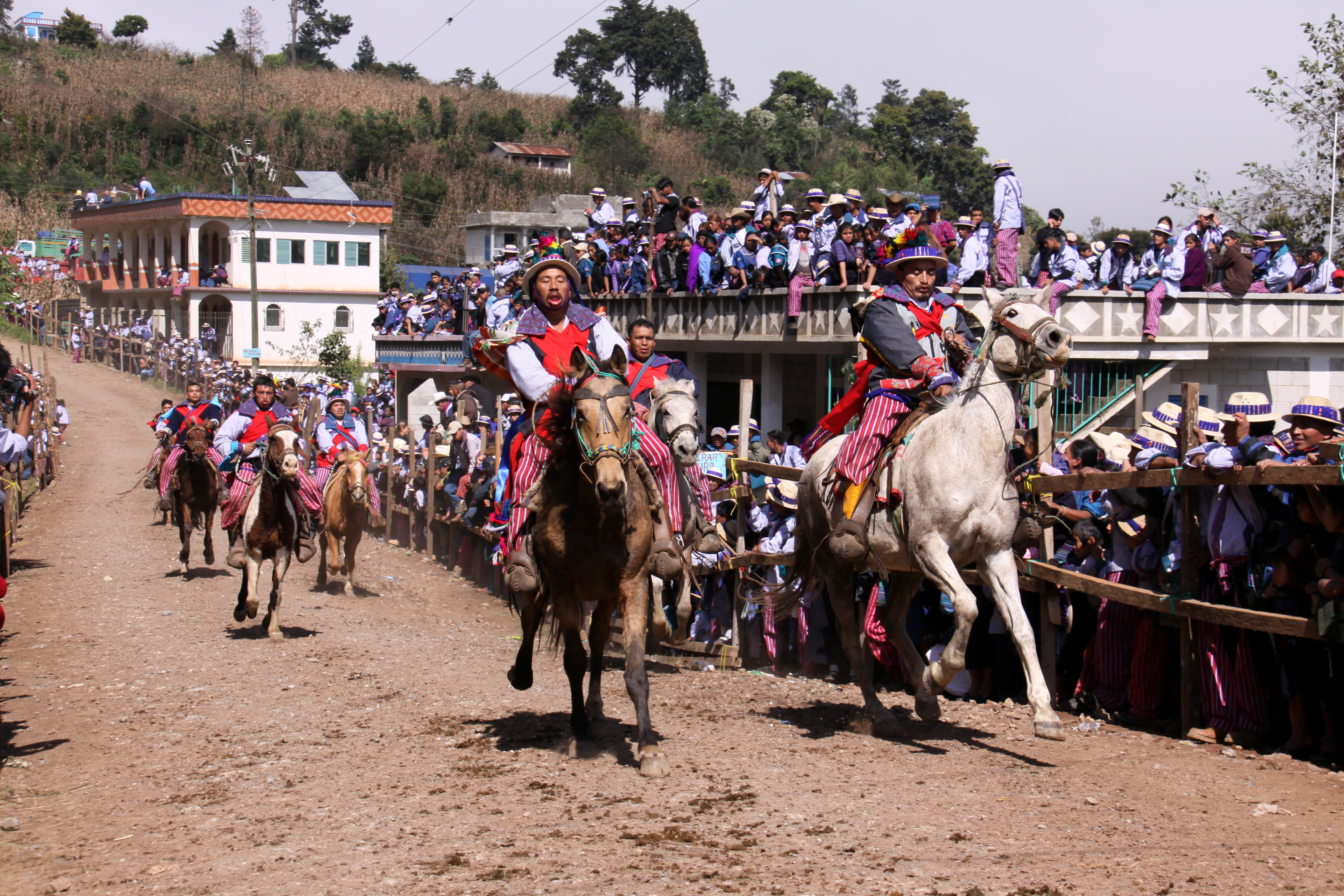

托多斯桑托斯庫丘馬坦（西班牙語：Todos Santos Cuchumatán），是危地馬拉的城鎮，位於該國西北部，由韋韋特南戈省負責管轄，面積269平方公里，海拔高度2,500米，2002年人口26,118，人口密度每平方公里97.09人。